# 甘肃天马足球俱乐部
甘肃天马足球俱乐部（Gansu Tianma FC）是一支已经解散的中国职业足球俱乐部，曾参加过中国足球甲级联赛。在俱乐部五年多的历史上，曾经将兰州、宁波、东莞三个城市作为主场，除甘肃天马外还，使用过甘肃农垦、宁波耀马、东莞东城等不同名称。2005年俱乐部解散，在香港成立了东莞市联华足球俱乐部，不再参加中国足协下属的比赛。

## 历史简介
俱乐部成立于1999年11月18日，之后参加了中国足球乙级联赛，但并没有取得升级的资格。2001年，俱乐部通过购买甲级联赛球队天津立飞获得了一个参加中国足球甲级联赛的参赛资格。 
甘肃天马队史中，最著名的事件是英格兰前巨星保罗·加斯科因的加盟。加斯科因在2003年，也是他职业生涯的末期短暂的效力过球队3个月，出场4次打入2个进球，随后离开球队与英乙的波士顿联俱乐部签下了球员兼教练的合同。甘肃天马在2003年赛季中期将主场迁往宁波，并改名为宁波耀马。2004赛季开始前，俱乐部南下广东，更名为东莞东城。
南下的东莞东城队在2004赛季的甲级联赛中仅取得7胜9平16负积30分的成绩，最终以净胜球的劣势列联赛倒数第二，从而降入乙级联赛。降级后的俱乐部受到了香港足球总会的邀请，在2005年6月15日创建了一支新的球队东莞市联华足球俱乐部，参加香港甲组足球联赛。

## 球队更名情况
- 1999-2001: 甘肃天马
- 2001: 兰州黄河
- 2002: 甘肃农垦
- 2003: 宁波耀马
- 2004-2005: 东莞东城

## 俱乐部历年成绩
| 年 份  | 事 項                                                             |
| ------ | ----------------------------------------------------------------- |
| 1999年 | 甘肃天马足球俱乐部成立                                            |
| 2000年 | 乙级联赛，C组(中西区)第4名未出线                                  |
| 2001年 | 乙级联赛，四强，再次冲甲失败，收购了天津立飞的球员和甲B联赛资格。 |
| 2002年 | 甲B联赛，4胜7平11负积19联赛垫底                                   |
| 2003年 | 甲B联赛中期更名宁波耀马，6胜9平11负积27分联赛第11名               |
| 2004年 | 东莞东城中甲联赛，7胜9平16负积30分联赛第16名降级                  |
| 2005年 | 俱乐部解散，新的东莞市联华足球俱乐部创建                          |

## 著名球员
- 霍建霆 (2000)
- 保罗·加斯科因 (2003)
- 李海强 (2004-05)